# Vuelta a Castilla y León 2004
La Vuelta a Castilla y León 2004, diciannovesima edizione della corsa, si svolse dal 28 aprile al 2 maggio su un percorso di 612 km ripartiti in 5 tappe, con partenza a Belorado e arrivo a Villafranca del Bierzo. Fu vinta dallo spagnolo Koldo Gil della Liberty Seguros davanti ai suoi connazionali David Navas e José Iván Gutiérrez.

## Tappe
| Tappa  | Data      | Percorso                                           | km    | Vincitore di tappa    | Leader cl. generale |
| ------ | --------- | -------------------------------------------------- | ----- | --------------------- | ------------------- |
| 1ª     | 28 aprile | Belorado > Castrojeriz                             | 156   | José Iván Gutiérrez   | José Iván Gutiérrez |
| 2ª     | 29 aprile | Frómista > Carrión de los Condes (cron. a squadre) | 32    | Illes Balears-Banesto | José Iván Gutiérrez |
| 3ª     | 30 aprile | Carrión de los Condes > Mansilla de las Mulas      | 140,5 | Alejandro Valverde    | David Navas         |
| 4ª     | 1º maggio | León > Alto de El Morredero                        | 133,4 | Alejandro Valverde    | Koldo Gil           |
| 5ª     | 2 maggio  | Ponferrada > Villafranca del Bierzo                | 151   | Alejandro Valverde    | Koldo Gil           |
| Totale | Totale    | Totale                                             | 612   |                       |                     |

## Dettagli delle tappe

### 1ª tappa
- 28 aprile: Belorado > Castrojeriz – 156 km

| Pos. | Corridore           | Squadra       | Tempo    |
| ---- | ------------------- | ------------- | -------- |
| 1    | José Iván Gutiérrez | Illes Balears | 3h46'42" |
| 2    | Constantino Zaballa | Saunier Duval | s.t.     |
| 3    | Dionisio Galparsoro | Euskaltel     | s.t.     |

| Pos. | Corridore           | Squadra       | Tempo    |
| ---- | ------------------- | ------------- | -------- |
| 1    | José Iván Gutiérrez | Illes Balears | 3h46'42" |
| 2    | Constantino Zaballa | Saunier Duval | s.t.     |
| 3    | Dionisio Galparsoro | Euskaltel     | s.t.     |

### 2ª tappa
- 29 aprile: Frómista > Carrión de los Condes (cron. a squadre) – 32 km

| Pos. | Squadra               | Tempo   |
| ---- | --------------------- | ------- |
| 1    | Illes Balears-Banesto | 40'45"  |
| 2    | Liberty Seguros       | a 29"   |
| 3    | Lokomotiv             | a 1'23" |

| Pos. | Corridore           | Squadra       | Tempo    |
| ---- | ------------------- | ------------- | -------- |
| 1    | José Iván Gutiérrez | Illes Balears | 4h27'27" |
| 2    | David Navas         | Illes Balears | s.t.     |
| 3    | Igor González de G. | Liberty Seg.  | a 29"    |

### 3ª tappa
- 30 aprile: Carrión de los Condes > Mansilla de las Mulas – 140,5 km

| Pos. | Corridore            | Squadra       | Tempo    |
| ---- | -------------------- | ------------- | -------- |
| 1    | Alejandro Valverde   | C. Valenciana | 3h55'01" |
| 2    | Allan Davis          | Liberty Seg.  | s.t.     |
| 3    | M. Martín Perdiguero | Saunier Duval | s.t.     |

| Pos. | Corridore           | Squadra       | Tempo    |
| ---- | ------------------- | ------------- | -------- |
| 1    | David Navas         | Illes Balears | 8h22'40" |
| 2    | José Iván Gutiérrez | Illes Balears | a 4"     |
| 3    | Igor González de G. | Liberty Seg.  | a 17"    |

### 4ª tappa
- 1º maggio: León > Alto de El Morredero – 133,4 km

| Pos. | Corridore           | Squadra       | Tempo    |
| ---- | ------------------- | ------------- | -------- |
| 1    | Alejandro Valverde  | C. Valenciana | 3h47'54" |
| 2    | Koldo Gil           | Liberty Seg.  | a 3"     |
| 3    | Dionisio Galparsoro | Euskaltel     | a 31"    |

| Pos. | Corridore           | Squadra       | Tempo     |
| ---- | ------------------- | ------------- | --------- |
| 1    | Koldo Gil           | Liberty Seg.  | 12h11'54" |
| 2    | David Navas         | Illes Balears | a 19"     |
| 3    | José Iván Gutiérrez | Illes Balears | a 22"     |

### 5ª tappa
- 2 maggio: Ponferrada > Villafranca del Bierzo – 151 km

| Pos. | Corridore            | Squadra       | Tempo    |
| ---- | -------------------- | ------------- | -------- |
| 1    | Alejandro Valverde   | C. Valenciana | 3h51'11" |
| 2    | M. Martín Perdiguero | Saunier Duval | s.t.     |
| 3    | Ángel Edo            | Milaneza      | s.t.     |

| Pos. | Corridore           | Squadra       | Tempo     |
| ---- | ------------------- | ------------- | --------- |
| 1    | Koldo Gil           | Liberty Seg.  | 16h03'05" |
| 2    | David Navas         | Illes Balears | a 19"     |
| 3    | José Iván Gutiérrez | Illes Balears | a 22"     |

## Classifiche finali

### Classifica generale
| Pos. | Corridore           | Squadra       | Tempo     |
| ---- | ------------------- | ------------- | --------- |
| 1    | Koldo Gil           | Liberty Seg.  | 16h03'05" |
| 2    | David Navas         | Illes Balears | a 19"     |
| 3    | José Iván Gutiérrez | Illes Balears | a 22"     |
| 4    | Alejandro Valverde  | C. Valenciana | a 40"     |
| 5    | Dionisio Galparsoro | Euskaltel     | a 1'26"   |
| 6    | Igor González de G. | Liberty Seg.  | a 1'28"   |
| 7    | Ángel Vicioso       | Liberty Seg.  | a 1'30"   |
| 8    | Vladimir Karpec     | Illes Balears | a 1'51"   |
| 9    | Jan Hruška          | Liberty Seg.  | a 2'08"   |
| 10   | David Arroyo        | L.A. Pecol    | a 2'54"   |